# Ljubičasto mastilo
„Ljubičasto mastilo“ je televizijski esej posvećen poeziji srpskog pesnika i izdavača Petrua Krdua, u trajanju od 28 minuta, reditelja Slobodana Ž. Jovanovića, a u proizvodnji Radio-televizije Srbije 1998. godine.

## Autorska ekipa
- Reditelj Slobodan Ž. Jovanović
- Direktor fotografije Vojislav Lukić

## Učestvuje
- Slobodan Ćustić

## Spoljašnje veze
- http://www.vesti.rs/Hronika/Umro-Petru-Krdu-2.html
- https://web.archive.org/web/20110707031352/http://www.knjizevnost.org/rubrike/3020-petru-krdu-1952-2011
- Ljubičasto mastilo на веб-сајту  (језик: енглески)
- Ljubičasto mastilo - pesnik Petru Krdu на веб-сајту